# Igor Sikorskij
Igor Ivanovič Sikorskij (Ігор Іванович Сікорський; 25. května 1889, Kyjev, Ruské impérium (Kyjevská gubernie) – 26. října 1972, Easton, Connecticut) byl letecký konstruktér a průkopník letectví. Jako první navrhl a postavil čtyřmotorový letoun (RBVZ Russkij viťaz), letadlo se samonosným křídlem, a první úspěšný vrtulník s konfigurací jednoho hlavního rotoru a jednoho ocasního.

## Život

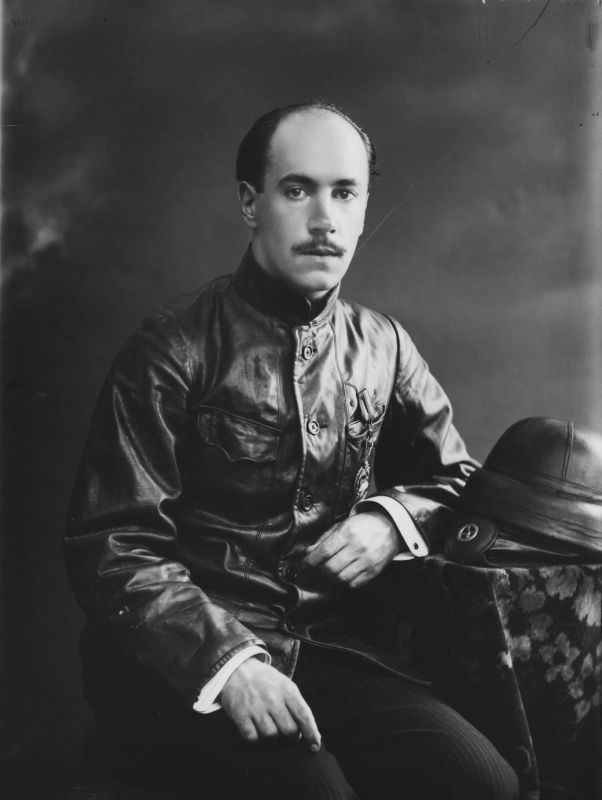
Igor Sikorskij, foto Karl Bulla, 1914

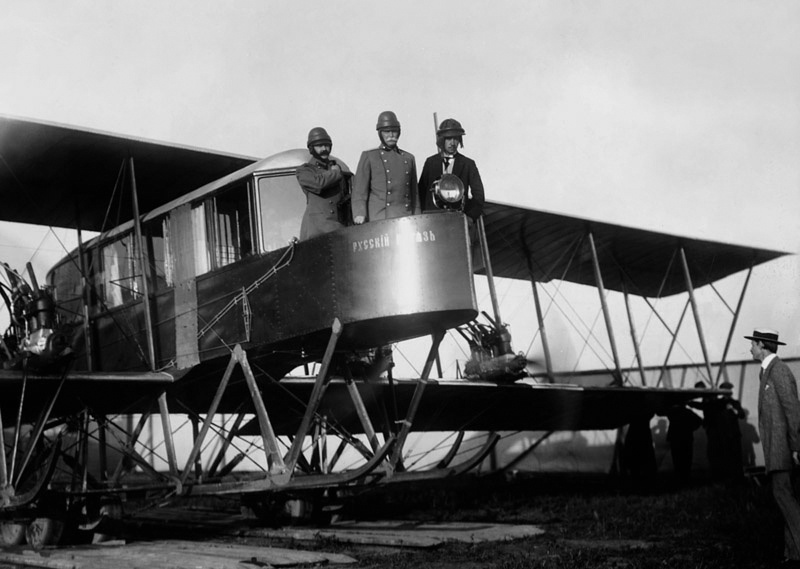
Karl Bulla: Piloti Igor Sikorskij, Geněr a Kaulbars v letadle RBVZ Russkij viťaz (1915)

Igor Sikorskij se narodil v Kyjevě v Ruském Impériu (dnes je hlavní město Ukrajiny) jako nejmladší z pěti dětí. Jeho otec, Ivan Alexejevič Sikorskij, měl ruský a polský šlechtický původ. Skromnost a ušlechtilý humor Igora Sikorského projevil, když odpovídal na otázky týkající se svého původu, odpověděl: „Má rodina je ruského původu. Můj děd i další předci byli už od doby Petra Velikého ruští pravoslavní kněží. V důsledku toho je národnost mé rodiny ruská a musí být považována za tradiční“.
Sikorského matka, Marija Stěfanovna Sikorskaja (za svobodna Temrjuk-Čerkasova), byla lékařka, která však činnost nevykonávala. Otec Ivan Alexejeviš Sikorskij byl mezinárodně renomovaný profesor psychologie na kyjevské Univerzitě sv. Vladimíra , též se proslavil jako aktivní ruský nacionalista. 
Od roku 1903 studoval na námořní akademii v Petrohradě, ale za tři roky z ní odešel studovat do Paříže stavbu strojů. V roce 1907 pokračoval ve studiu na Polytechnickém institutu v Kyjevě. V lednu 1909 odjel na studijní cestu do Francie. V květnu téhož roku začal se stavbou své první helikoptéry s dvěma protiběžnými rotory. Po několika pokusech se saněmi poháněnými motorem s vrtulí začal stavět druhou helikoptéru.
V roce 1910 začal konstruovat plošníky v dlouhé řadě od typu S-1 až po S-10. Na letounu S-6 ustavil 29. prosince 1911 první ruský mezinárodní rekord v rychlosti se třemi cestujícími výkonem 111 km/h.
V dubnu 1912 byl Sikorskij přijat do Rusko-baltického vagónového závodu RBVZ v Petrohradě jako hlavní konstruktér leteckého oddělení. Následovaly konstrukce dalších letounů, z nichž S-12 se vyráběl sériově a jeden čas držel všeruský výškový rekord výkonem 3680 m. Na popud vedení RBVZ začal na přelomu let 1912-1913 se stavbou čtyřmotorového velkoletadla pro strategický průzkum, který byl jako Grand-Baltijskij zalétán 15. března 1913, zatím jako dvoumotorový. V čtyřmotorové konfiguraci poprvé vzlétl 10. května 1913, 2. srpna pak Sikorskij s letounem přejmenovaným na Russkij Viťaz utvořil světový rekord ve vytrvalosti letu s cestujícími v trvání 1 hod 54 min. Nejznámější modifikací Ruského vítěze se stal stroj Ilja Muromec, který poprvé vzlétl koncem téhož roku. Sikorskij tak vlastně založil ruskou tradici stavby gigantických letounů, na kterou navázaly v 30. letech stroje Tupolev ANT-20 a Kalinin K-7.
V roce 1919 emigroval do USA, a to z několika důvodů. Jedním z nich byl ten, že v Evropě by jako letecký konstruktér nenašel příliš velké uplatnění, a také byl zklamán z bolševické revoluce v Rusku.
V USA nejprve pracoval jako učitel a lektor ve školství a hledal uplatnění v leteckém průmyslu. V roce 1923 za pomoci některých bývalých ruských vojenských důstojníků založil Sikorského leteckou inženýrskou společnost. V roce 1928 se stal občanem USA. O rok později, v roce 1929, byla jeho společnost odkoupena americkou společností United Aircraft, která je dnes součástí společnosti United Technologies Corporation.
Sikorského letecká společnost je dnes jedním z největších světových výrobců vrtulníků.
Sikorskij experimentoval s vrtulníky ještě v Rusku, nicméně první úspěšný let se uskutečnil teprve 24. května 1940. Vrtulník nesl název Vought-Sikorsky 300. Měl jeden třílistý rotor poháněný motorem o výkonu 56 kW (75 koňských sil). Jeho dalším známým výrobkem je například vrtulník Sikorsky SH-60 Seahawk.